# زدان۴۱۴

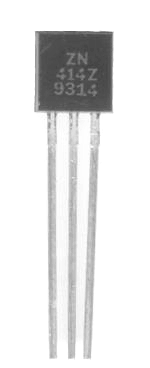
زدان۴۱۴ در بسته TO92

زِدْاِن۴۱۴ (به انگلیسی: ZN414) یک مدار مجتمع رادیویی AM با یک تراشه کم هزینه است. این قطعه در سال ۱۹۷۲ ساخته شد و توسط فرانتی طراحی و عرضه شد، اما جی‌ای‌سی-پلسی  نیز موجود بود. زدان۴۱۴ در بین علاقه‌مندان محبوب بود زیرا یک رادیو AM کاملاً کارا می‌توانست تنها با چند قطعه بیرونی، یک هدفون کریستالی و یک باتری ۱٫۵ ولت ساخته شود.
مدار رادیویی در داخل زدان۴۱۴ بر اساس طرحی است که با نام فرکانس رادیویی تنظیم‌شده (TRF) شناخته می‌شود.

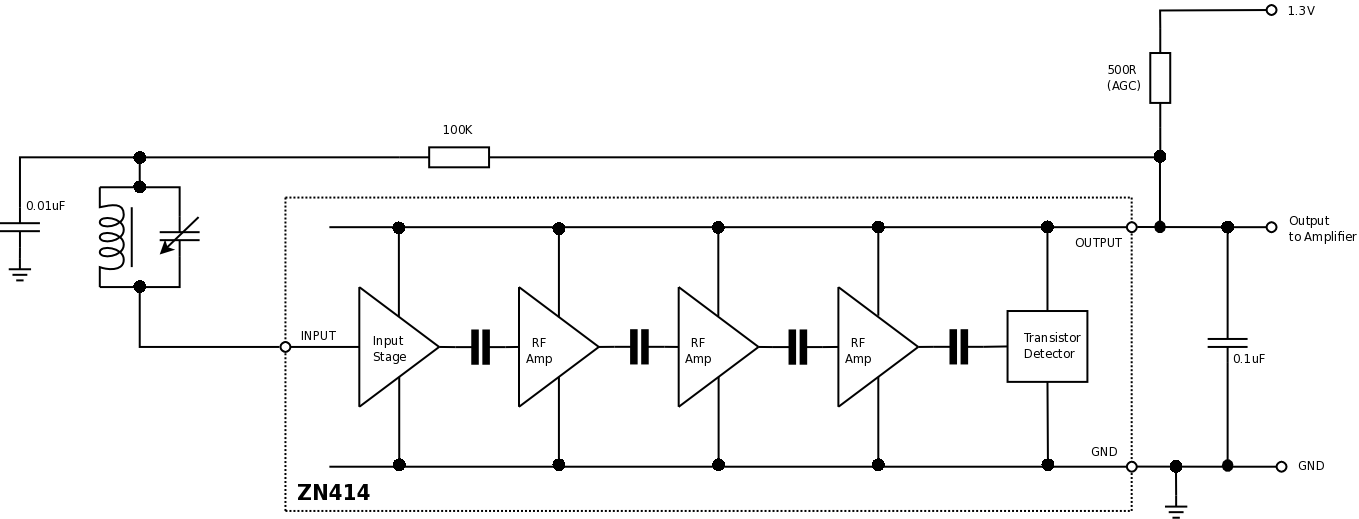
زدان۴۱۴ در مدار اصلی درحال‌کار

فرایند ساخت تراشه ZN414 از یک روش نسبتاً جدید (برای آن زمان) استفاده می‌شد که به عنوان جداسازی نفوذ کلکتور (CDI) شناخته می‌شود. CDI توسط مهندسین آزمایشگاه‌های تلفن بل اختراع شد و متعاقباً توسط فرنتی در انگلستان به فرایند تجاری تبدیل شد.